# Kirchbach-Zerlach
Kirchbach in Steiermark là một đô thị thuộc huyện Feldbach trong bang Steiermark, nước Áo. Đô thị Kirchbach-Zerlach có diện tích 15,19 km², dân số cuối năm 2005 là 334 người.